# Опанак
Опанци су сеоска лака, кожна обућа, која се притеже око ногу каишима или опутом. На Балканском полуострву је јако распрострањена у разним облицима, модним детаљима и бојама. Код Срба, опанак је традиционална српска обућа и њен национални симбол. Помиње се и у народној песми, која каже „Јелек, антерија и опанци, по томе се знају Србијанци...“
Опанци су такође део народне ношње на целом Балкану. Носили су се и у Северној Македонији, Босни, Хрватској, Херцеговини, Црној Гори, Бугарској, Румунији, Албанији. Израдом опанака се бави опанчар.
Слична обућа, направљена од једног или два комада меке коже која је затварала стопало, без додавања пете, среће се и код Америчких Индијанаца, под називом мокасина.
Опанчарски занат се налази на листи нематеријалног културног наслеђа Србије, а техника израде опанака у Србији је кандидат и за Унескову листу нематеријалног наслеђа.

## Етимологија
Реч опанак води порекло из прасловенског језика opьnъkъ У корену речи налази се глагол пети и префикс о, што би изворно значило "проширити, растегнути, напрезати". Тако би се реч опанак односила на обућу направљену од растегнуте животињске коже.
Реч опанак је као културна ушла у балканске језике: у српском и хрватском језику изговара се опанак, у бугарском и македонском опинок, у албанском opingë, у румунском opincă. У украјинском се јавља као opynka.
- Стари румунски опанци, највише налик српском пресном опанку
- Стари бугарски опанци
- Стари влашки женски опанци
- Македонски опанци без врха, новије израде
- Женски опанци из Народног музеја у Крушевцу
- Мушки опанци из Народног музеја у Крушевцу
- Мушки опанци из Народног музеја у Крушевцу
- Мушки опанци из Народног музеја у Крушевцу (детаљ)
- Опанци (домаћа радиност),Народна библиотека „Др Љубо Михић” у Љубињу
- Опанци, Музеј Семберије у Бијељини

## Историја
Најстарији помен обуће код Срба налази се у Спису о народима византијског цара Константина VII Порфирогенита, писаног половином 10. века. Подаци о обући јављају се и у старим српским споменицима, али се о изгледу те обуће не зна ништа. Зна се само да је та врста обуће рађена од комада нештављене коже, повијене према рису и кроз коју су провучени каишеви или опута. На сличан начин прављена обућа позната је у Европи у средњем веку.

## Опанчарски занат у Србији
Опанци су у средњем веку били производи домаће радиности. Опанчарски занат спада у ред млађих заната. Имао је услова да се развије у Србији пошто су опанци били једина обућа код сељака а великим делом дуго код варошког становништва. Недостатак фабрички израде ове врсте обуће допринео је увелико развоју опанчарског заната као и способности и вештини израде српских опанчара, која је често ишла и до уметничке висине. Опанци су се у мањим количинама увозили као готова обућа из Аустрије, Турске, Румуније и Бугарске, али овај увоз није сметао развоју опанчарског заната и страна производња није стварала неку осетну конкуренцију.
О успешности српских опанчара сведочи њихово редовно учешће на светским сајмовима који су се одржавани крајем 19. и почетком 20. века у Паризу, Лондону, Бечу и Будимпешти. У Србију су се враћали са сребрним и златним медаљама. Опанчарска радња Драг. Л. Милосављевића из Књажевца, основана 1903. године, 1907. године награђена је златном медаљом у Лондону. Велики српски трговац и задужбинар Никола Спасић свој капитал је почео да стиче бавећи се управо опанчарским занатом и производњом опанака у Београду. Опанци су били и основна обућа српске војске у Првом светском рату. Опанак је постао један од симбола српског националног идентитета.

## Израда и облик
Опанчари су као основну сировину за израду опанака користили необрађену, а касније занатски и фабрички обрађену говеђу и телећу, а ређе коњску, свињску или овчију кожу.
Облик опанка је различит у разним деловима Србије. Опанци су и мушка и женска обућа и према облику и начину израде могу се поделити на:
- Прешњаци или сирови опанци, односно опанци од сирове коже, прешњаке, домаће и полузанатске израде,
- Црвени опанци од полуштављене коже, полузанатске израде,
- Опанци ђонаши, од штављене коже, занатске израде с карактеристикама врха, преплета и ђона,
- Капичари, од штављене коже, занатске израде и
- Гумени опанци, ручне — полузанатске, занатске и фабричке зраде.[13]

### Сирови опанци — прешњаци
Сирови опанци, или прешњаци, ношени су у свима нашим крајевима. Били су углавном производ домаће радиности. У разним крајевима опанци ове врсте су различито називани: „мртви" и „сировари" (у планинским селима Хомоља), „прости“ и „врцани" (у околини Пожаревца), „крвави" (у Смољинцу и околним селима), „сегменски“ и „сејменски“ и „врцани“ (у околини Пирота), „сашивењаци" и „кртице" (у Западној Србији), „спућени“ и „шиваци“ (у Гружи), „наопућени" (у Метохији) и „хајдучки" (у Војводини). У Босни и херцеговини се сирови опанци зову „путравци“, а у Лици „опутњаци".
Како су прешњаци до пред крај 19. века били у Србији основна народна обућа, носили су их и устаници током Првог српског устанка. О томе сведочи велики број писаних података, ликовних извора, архивских докумената и бележака наших и страних путописаца. У то време опанак се носио у селу и граду, па је тако и војска носила опанке, једнако као и вође Устанка.

### Црвени опанци
Црвени оанци су опанци израђени од полуштављене коже. Назив "црвени" потиче од боје коју кожа добије после штављења. Израдом ових опанака бавили су самоуки опанчари, а поред њих и ситни трговци, бакали, болтаџије и друге занатлије. То је у ствари самоучки занат, па тако појава црвених опанака представља почетак развоја правог опанчарског заната. Израда црвених опанака захватила је крајеве у Западној Србији, прво у градовима а после у селима и постепено се ширила према областима Источне Србије. Црвени опанци постали су популарни у готово целој Западној Србији, док су се у Источној Србији и даље носили само пресни опанци. До 1862 године овај занат су обављали у Ужицу већином муслимани. После одласка Турака, средином 19. века, Срби преузимају овај занат у потпуности. Производња црвених опанака не опада, пошто су се тражили и за војску.

### Ђонаши - опанци од штављене коже
Опанци ђонаши, израђени од штављене коже појавили су се у Србији крајем 19. века. Солиднији су и трајнији од црвених, па су их потиснули са тржишта, иако се и црвени још дуго задржавају у употреби. У Србији се опанци од штављене коже зову: „ђонаши", „грађени“ (у Шумадији), „приготовљени" и „носке” (Ужице), „штављенци“ и „покривенци" (у Источној. Србији); „мрки“ и „килаши" (Пожаревац и околина), „тешки“ (околина Смедерева и Гроцке) и "шиљкаши" (Београдска Посавина), а познати су и под називом "врнчани" опанци. Поред ових имена у свим крајевима Србије зову се још и „шабачки", јер је њихова израда прво почела у Шапцу, 1870. године. Шабачки опанци били су познати и ван Србије. Они су израђивани и у Босни под именом „шабачки" опанци или „шабари“.
Већ 1912 године ова врста опанака се тражи за војску, што је много допринело да се сељаци навикну на куповину ових опанака, чију су трајност опробали у војсци. Из Западне Србије израда ђоновских опанака прелази полако у Источну Србију. Израда ђоновских опанака јавља се у овим крајевима тек после 1918. године, када је опанак у рату упознат и испробан, када је био део војне униформе српског војника.
Ђоновски опанци се не праве, већ се „шију“, „опуте“ или „граде“. Израђују се помоћу дрвених калупа, а карактеристично је да су калупи исти и за леву и за десну ногу. Јављају се различити модели опанака, а ни кожа која се користи није иста - кожа са средине леђа узима се за мушке, са бокова за женске, а кожа с трбуха за дечје опанке. Грађени су од делова: ђон, врх, премет и преплет. Израда опанака се брзо мењала и усавршавала тако да је у разним крајевима примила разне карактеристике по којима се могло одредити одакле је опанак и где је рађен. Најтрајнији су били шабачки, ваљевски, ужички и опанци са Уба, али су најфиније израде били они из Пожаревца, Смедерева и Гроцке.
На горњем делу - "лицу" имају врнчанице – усукане уске траке од меке коже (јагњеће, јареће) или дебље памучне нити или канапа којим се везују лева и десна страна опанка идући паралелно у једнаким размацима од прстију ка отвору опанка. Преко врнчаница кроз средину провлачи се „преплет“ од истог материјала који иде изнад и испод врнчаница у неколико редова. Највиднију разлику међу ђоновским опанцима појединих области чине врхови. Они су у разним крајевима Србије различити и са различитим називом: „врх“, „вр’“, „рт“, „нос“, „носци“, „кљун“, „шљивица", „шиљак“, „рогаљ“ итд. Настао је нужно, кројењем и шивењем опанка. Откројено парче ђона сужавало се ка прстима према облику ноге. Код сваког кројења ђон се пушта мало дужи него што је дужина стопала, ради шивења, а састављањем опанка односно ђона настаје мали врх отворен и прав. Ђон је чврст, дебео и крут и није се могао лако прилагодити облику ноге. На предњем делу ђона украјао се врх да би се лакше могао уобличити и самим тим врх је постајао дужи. Могао се подићи у висину а после тога превити према унутрашњој страни, односно према лицу опанка. Првобитни кратак и прав, широко отворен, био је непрактичан јер је био низак, па је кроз њега за време кише улазила вода и блато. Повијањем врха према лицу опанка отвор се заклањао и избегавале су се незгоде. Временом се пак заборавило зашто је врх тако формиран па је он по облику, дужини, начину стајања и савијања постао изразита и главна карактеристика опанка неког краја или области. Према изради опанака односно према дубини и дужини лица (премета), ширини ђона и величини и облику врха на опанцима, у Србији се може одредити неколико типова ђонаша:
- Шабачки тип са широким лицем и одвојеном лозицом на крају, дубок, широког ђона, без јако повијених страна и с малим врхом. Радио се у свим крајевима Србије и куповао или поручивао под тим именом.
- Шумадијски тип са уским и плитким лицем и ситније израде. Ђон је узак и заобљен са страна ноге. Врхови су различити. Овај тип има две изразите варијанте:

1. Космајски опанак, ситније израде, плитког премета (лица), са високим и „одапетим“, правим врхом, који није повијен према нози. Обично се ради са неколико лозица које повећавају дубину опанка.
2. Качерски опанак, са веома плитким и уским лицем. Ђонови су уски и обло повијени ка странама ноге. Врхови опанка су дугачки и „прикучени" — повијени према нози, често тако дугачки и повијени да сежу до самог отвора где нога улази у опанак.

- Моравски тип је дубоког премета (лица), ширег ђона и дубоких страна, са „шљивастим" врхом, косо засеченим и поклопљеним горњим делом.
- Колубарски тип карактерише уски а дубљи, односно дужи премет (лице), ситан набод, ђонови и дубље стране. Врх је косо засечен и полуприкучен — мало повијен према нози.
- Ужички тип сличан је колубарском с разликом што је врх, који је иначе истог облика, јаче повијен према нози.

#### Бели опанци
У Источној Србији преовлађују опанци простије израде за свакидашњу употребу, са широком опутом (врнчаницом) и мањим врхом. Тимочка и Неготинска Крајина, поред сличног опанка за сваки дан носе опанак лепше израде, с белим ђоном и јасножутим преметом (лицем). По начину израде исти су или слични грађеним опанцима, само се разликују у материјалу од кога се израђују. Правили су се од овчје, говеђе и телеће коже. Од овчје коже су израђивани бели опанци само за жене, док су од телеће и говеђе прављени за мушкарце. Име „бели опанци" добили су по ђоновима који су уштављени тако да су потпуно беле боје.

### Капичари
Опанци капичари се појављују готово истовремено са ђоновским. Капичари се разликују по начину израде. Одозго су затворени једним комадом коже и њихов изглед је сличнији ципели. Потекли су из Војводине и преко мајстора опанчара пренети у остатак Србије, где су се полако уобичајили поред других опанака. У почетку се виђају само на ногама опанчарских момака који су дошли из „прека“. Народ их је споро прихватао и почињу се куповати тек почетком 20. века. У Београдску Посавину унесени су као подеснији и почели су их носити пред Први светски рат понеки старци. Правили су их београдски опанчари од црне фабричне коже. Капичари се прво преносе у Мачву, а одавде се шире у друге ближе крајеве Србије. С друге стране продиру преко Смедерева и преко Пожаревца али веома споро, јер и сами опанчари нерадо прихватају израду капичара, а њихова потражња је у прво време веома мала.

### Гумени опанци
Од 1935 године појављују се капичари с гуменим ђоном. Понегде је и лице опанка од унутрашње аутомобилске гуме, те се тако ова врста опанака својим обликом продужила у изради гумених опанака. Појава првих фабричних гумених опанака била је велика конкуренција опанчарима. Конкуренција се осетила већ око 1925. године. Први се на тржишту појавио "Батин опанак", производ некада познате фабрике обуће "Бата". Одмах за њима појављују се и гумени опанци фабрике „Рекорд“ из Пирота и „Триглав“ из Крања. Гумени опанци фабричне израде су лаки и глатки. У народу их зову „лепљењаци" или „лепљени". У народу су се пиротски опанци звали још и „Пироћане“.
Поред гумених опанака фабричке израде много после Другог светског рата много су се носили и гумени опанци ручне израде. У народу су се звали
„гумењари", „точкари", „корубари" или једноставно „точкови“. Били су много јачи и издржљивији од опанака фабричке израде. Гумени опанци били су постављени и затезали су се кајшићима. У почетку су шивени танким канапом, али се то показало непрактично јер би гума, јача и издржљивија, „преглодала“ канап и опанак се распадао. Зато се прешло на ковање опанака ексерчићима.
Гумени опанци без поставе и без каиша, који се и данас производе, осим имена немају много заједничког са првобитним опанцима, који су део народне ношње.

## Опанак данас
Од друге половине 20. века опанци се израђују углавном за потребе фолклорних играчких група, ради сувенирске продаје и за потребе најсиромашнијег слоја сеоског становништва. Данас се на web portalima могу наћи адресе занатских радњи које путем електронске продаје нуде различите врсте опанака. Опанак је постао један од симбола српског националног идентитета.